# 須佐町
須佐町（すさちょう）は、かつて山口県の北東部にあった町である。阿武郡に属した。町名の由来はスサノオノミコト（須佐之男命）の伝説にちなむ。
2005年（平成17年）3月6日、市町村合併により新しい萩市の一部となった。

## 地理

### 隣接している自治体
- 阿武郡阿武町、むつみ村、阿東町、田万川町
- 島根県益田市、鹿足郡津和野町

## 歴史
- 1889年（明治22年）4月1日 - 町村制の施行により、近世以来の須佐村が単独で自治体を形成。
- 1924年（大正13年）2月11日 - 須佐村が町制施行して須佐町となる。
- 1955年（昭和30年）4月1日 - 弥富村と合併し、改めて須佐町が発足。
- 2005年（平成17年）3月6日 - 萩市・川上村・田万川町・むつみ村・旭村・福栄村と合併し、改めて萩市が発足[1]。同日須佐町廃止。

## 産業
主な産業は漁業と農業である。
観光地としても知られる須佐町であるが、観光産業としての成長は無い。
漁業はイカ漁が盛んで、剣先イカの一本釣りを生業とする漁師が多く活イカブランド「須佐男命いか」（すさみこといか）は同地区名のPRに大きく貢献している。須佐港は、水揚げされる活イカ「須佐男命いか」を求め、九州・四国・中国・近畿地方からイカ業者が集まる日本海屈指の活イカ漁港である。
農業においては他地域ほど野菜や米の生産力はないが、花の生産事業としてキクの栽培が行われる。また、同地区の神話にちなみ古代米である「赤米」の生産や中山間地域活性化との「そば」生産など、他地域にない取り組みによって須佐の名前を知る人は多い。

## 名所旧跡

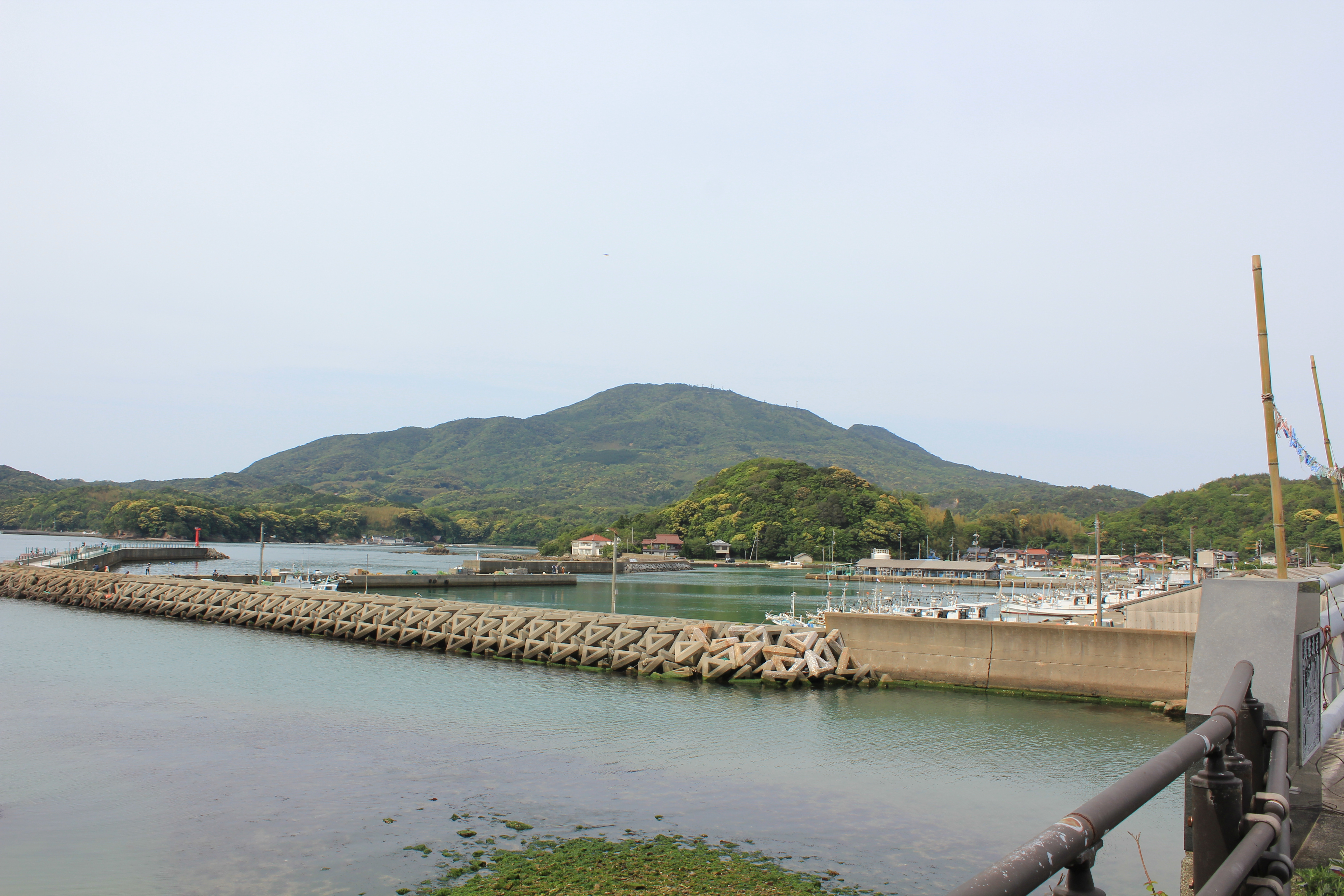
高山（こうやま）

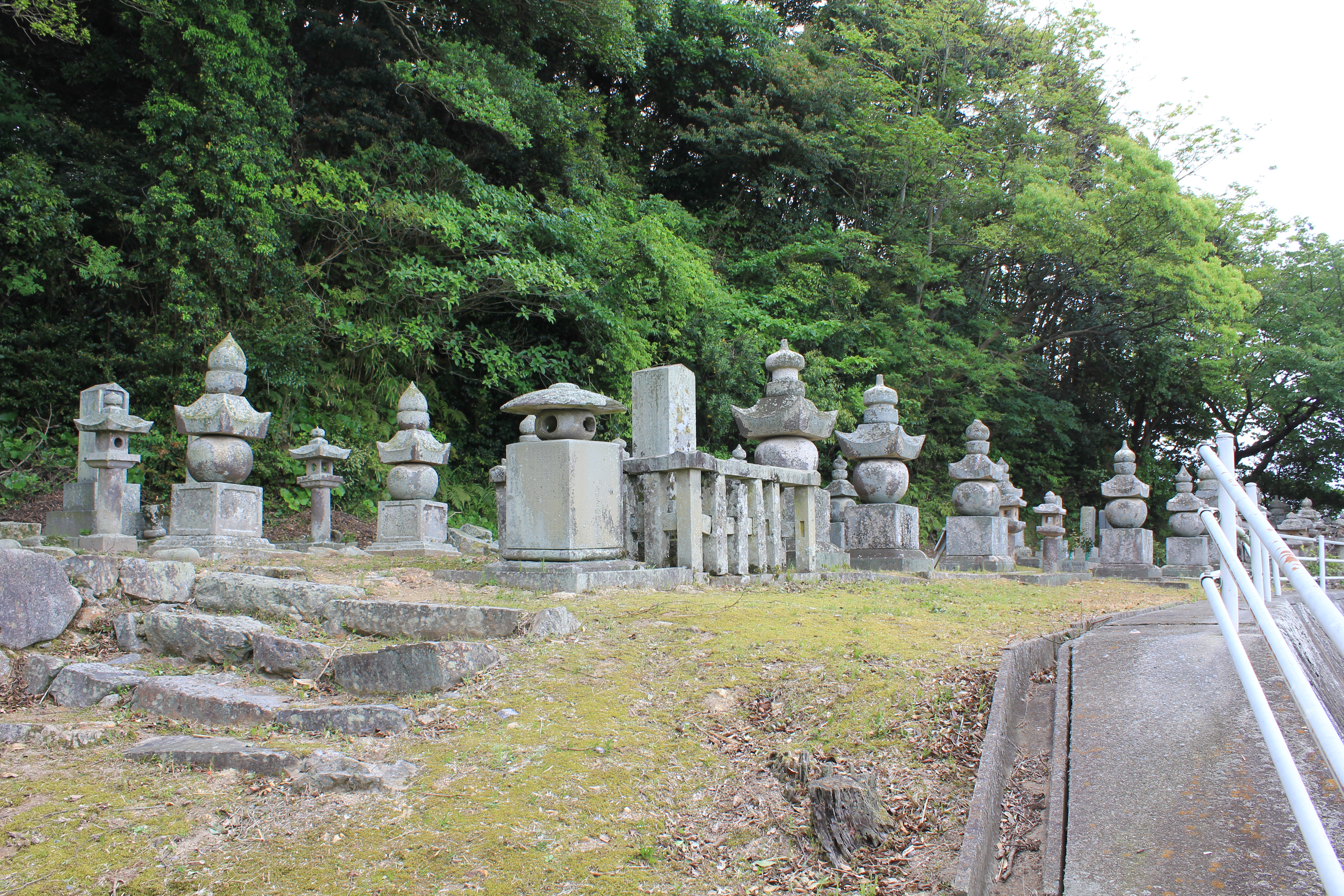
益田家墓所

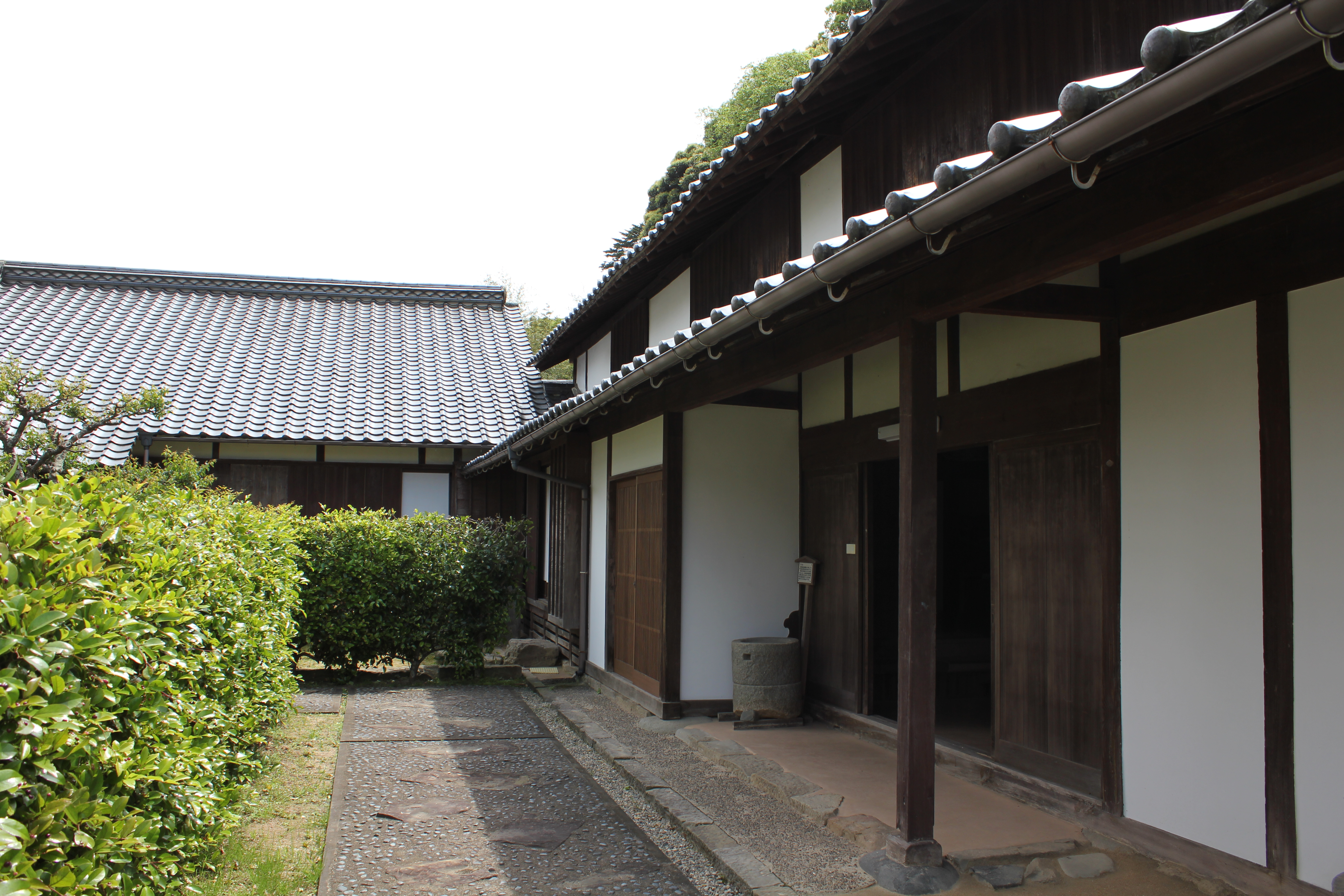
須佐領主益田家邸宅

- 須佐ホルンフェルス
- 須佐湾遊覧船
- 須佐領主益田家墓所
- 須佐領主益田邸
- 高山展望台
- 畳ヶ淵
- 道永の滝

## 交通

### 鉄道
- 西日本旅客鉄道
  - 山陰本線
    - 須佐駅

### 路線バス
- 石見交通
- 防長交通
- 須佐町営バス

### 道路
- 一般国道
  - 国道191号
  - 国道315号
- 主要地方道
  - 山口県道10号山口福栄須佐線
  - 山口県道14号益田阿武線
- 一般県道
  - 山口県道124号津和野須佐線
  - 山口県道305号須佐湾高山尾浦線
  - 山口県道306号弥富小川線
  - 山口県道337号田万川須佐線
  - 山口県道343号宇田須佐線

## 著名な出身者
- 松原一閑斎（江戸期の儒医）
- 手塚猛昌（日本初の「時刻表」発刊者）
- 入江一子（画家）
- 大塚均（切手デザイナー）
- きただにひろし（歌手）
- 久原房之助（実業家）

## その他
- ホルンフェルス
- 須佐男命いか
- 須佐唐津焼
- 高山
- 畳ヶ淵
- 須佐湾エコロジーキャンプ場
- 須佐大橋